# Stade André Véran
Stade André Véran – wielofunkcyjny stadion znajdujący się w Hyères służący do rozgrywania meczów rugby union oraz zawodów lekkoatletycznych.
Jest jednym z dwóch stadionów, na których domowe mecze rozgrywa klub rugby Rugby Club Hyères Carqueiranne la Crau. Gościł część spotkań Mistrzostw Europy U-18 2009.
Dawniej Stade du Pyanet, w grudniu 2010 roku został nazwany na cześć zmarłego w tym samym roku André Vérana, legendy klubu
Trybuny mieszczą ponad dwa i pół tysiąca widzów, a boisko okala sześciotorowa tartanowa bieżnia. W kompleksie znajdują się również boiska do siatkówki, piłki ręcznej i koszykówki.